# Nút thích của Facebook

Biểu tượng nút "Thích" (Like) trên Facebook

Nút thích của Facebook là một tính năng trên mạng xã hội Facebook. Tính năng này được kích hoạt lần đầu vào ngày 9 tháng 2 năm 2009. Nút thích cho phép người sử dụng dễ dàng tương tác với các dòng trạng thái, bình luận, ảnh, video, liên kết hay chia sẻ của bạn bè cũng như các mục quảng cáo khác. Khi người dùng ấn "thích", nội dung ấy sẽ xuất hiện trên trang chủ của bạn bè người dùng đó. Chức năng này cũng đồng thời thống kê số người đã "thích", kèm theo một danh sách cụ thể. Nút thích được áp dụng thêm cho các bình luận vào tháng 6 năm 2010.

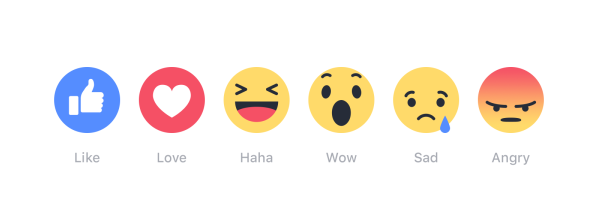
Những nút biểu cảm mới của Facebook

Cũng trong một khoảng thời gian dài, Facebook thăm dò ý kiến người dùng về việc liệu có nên đưa thêm nút "không thích" vào nữa hay không. Kết quả, tới ngày 24 tháng 2 năm 2016, mạng xã hội này chính thức ra mắt trên phạm vi toàn cầu một bộ "bày tỏ cảm xúc" (gọi là Reactions) bên cạnh nút thích quen thuộc. Giờ đây, người sử dụng có thể thể hiện những thái độ khác nhau bằng bộ cảm xúc này, đó là: "Yêu thích", "Haha" (tiếng cười), "Wow" (ngạc nhiên), "Buồn" và "Phẫn nộ". Tháng 5 năm 2017, bộ Reactions cũng được triển khai cho phần bình luận.

## Chỉ trích

### Tương tác ảo
Số lượt thích trên Facebook đóng vai trò là thước đo sự quan tâm hoặc mức độ phổ biến trong của thương hiệu, mặc dù cũng đã có báo cáo về thổi phồng tầm quan trọng của lượt thích. Do ảnh hưởng của phương tiện truyền thông trong việc định hình danh tiếng, có những trang web chuyên bán"like" từ các tài khoản giả mạo. Điều này đã gây ra nhiều vấn đề cho các công ty quảng cáo trên Facebook. Thỏa thuận điều khoản dịch vụ của Facebook quy định rằng người dùng chỉ được phép có một trang cá nhân, và Facebook có một cuộc chiến đang diễn ra để chống lại các tài khoản giả mạo.
Một báo cáo ước tính vào tháng 5 năm 2015 cho biết số lượng tài khoản giả mạo là 170 triệu. Trong khi nghiên cứu của Symantec vào tháng 9 năm 2011 cho thấy 15% trong số 3,5 triệu bài đăng được thực hiện bởi lượt tương tác ảo.

### Tự do ngôn luận
Năm 2009, cảnh sát trưởng B.J. Roberts đã sa thải một số nhân viên đã "thích" trang Facebook của đối thủ trong cuộc bầu cử cảnh sát trưởng. Một số nhân viên đã chống trả tại tòa án, với lập luận rằng một "like" nên được bảo vệ bởi Hiến pháp Hoa Kỳ về tự do ngôn luận.

### Giảm phạm vi tiếp cận cho các trang công ty
Vào năm 2014, Social@Ogilvy, một bộ phận của công ty quảng cáo Ogilvy & Mather, đã xuất bản một trích.nó có tiêu đề "Facebook Zero: Xem xét sau sự sụp đổ của tiếp cận".